# Hiburi (1944)
Hiburi – japoński eskortowiec typu Hiburi z czasów II wojny światowej. Stępkę pod okręt położono 3 stycznia 1944 roku w stoczni Sakurajima, gdzie jednostkę zwodowano 10 kwietnia tego samego roku. 27 czerwca 1944 roku okręt wszedł do służby w cesarskiej marynarce wojennej, po czym wziął udział w wojnie na Pacyfiku. 22 sierpnia 1944 roku okręt został zatopiony w pobliżu Filipin przez amerykański okręt podwodny USS „Harder” (SS-257)